# Shanaze Reade
Shanaze Reade (Crewe, 23 september 1988) is een wielrenner uit het Verenigd Koninkrijk.
Op het WK baanwielrennen in 2007 werd Reade met Victoria Pendleton wereldkampioene op het onderdeel teamsprint. In 2008 wisten ze samen deze titel te prolongeren.
In 2019 werd Reade samen met Blaine Ridge-Davis nationaal kampioene op de baan op het onderdeel team sprint.
Reade reed ook op de BMX, en werd in 2007 wereldkampioen. In de periode 2007–2009 won ze verscheidene World Cup-wedstrijden op de crossfiets. 
Op de Olympische Zomerspelen van 2008 en 2012 startte ze voor Groot-Brittannië op het onderdeel BMX.